# Edwige Lawson-Wade
Edwige Lawson-Wade (Rennes, Francia, 14 de mayo de 1979) es una jugadora de baloncesto francesa. 